# 塔斯滕 (紐約州)
塔斯滕（英語：Tusten）是一個位於美國紐約州沙利文縣的鎮。

## 人口
根據2020年美國人口普查的數據，塔斯滕的面積為126.35平方千米，當中陸地面積為122.26平方千米，而水域面積為4.09平方千米。當地共有人口1405人，而人口密度為每平方千米11人。